# Спок Амок (Зоряний шлях)
Спок Амок (Spock Amok) — п'ята серія першого сезону американського телевізійного серіалу «Зоряний шлях: Дивні нові світи». Сценарій епізоду написали Генрі Алонсо Майєрс та Робін Вассерман; режисер Рейчел Лейтерман. Перший показ відбувся 2 червня 2022 року.

## Зміст
Споку сниться жахливий сон. Що він став більше людиною ніж вулканцем. І вулканець вбив у Споку людину.
Після битви з Горном корабель повертається на Зоряну базу-1, ту саму установу, яку клінгони захопили наприкінці війни з Федерацією. Екіпаж вирушає у відпустку, поки «Ентерпрайз» проходить ремонт на Зоряній базі-1. Спок і Т'Прінг ненадовго зустрічаються. Це відбувається перед тим, як Спок знову від'їжджає, щоб виконати деякі затяжні обов'язки.
Спок занепокоєний тим, що Т'Прінг вважає — він стає надто людиною. Тому він планує провести з нею свою відпустку на березі моря, але Ейпріл перериває його. Ейпріл просить Пайка та Спока про допомогу в переговорах з ронговіанцями, які розглядають союз з Федерацією, клінгонами чи ромуланцями. Адмірал Роберт Ейпріл інформує капітана Пайка, Спока та кадетку Ухуру про протекторат Ронгоніанцями, незалежну державу, розташовану між клінгонськими та ромуланськими територіями на ключовому шляху до іншого боку бета-квадранта. Делегація телларитів зробила дипломатичну заяву, але ронговіанці, здавалося, насолоджувалися сваркою навіть більше, ніж жителі Теллар-Прайм. Ронговіанці прибули, щоб продовжити переговори на одному зі своїх стародавніх кораблів із сонячним вітрилом, конструкція якого віддалено нагадує баджорський (який капітан Сіско побудував у «Дослідниках»). Представники Ронговії переривають зустріч, але виглядають напрочуд сердечними та дружніми. Пайк пояснює демократичний процес у Федерації, тоді як ронговіанці зазначають, що емпатія є ознакою їх власного народу. Тим часом медсестра Чапель і Еріка Ортегас шукають доктора М'Бенгу, щоб вони могли висадитися з корабля і відпочити.
Номер Один і Нуньєн Сінгх затримують двох енсінів, які здійснюють несанкціонований вихід у відкритий космос в рамках гри. В гру грають члени екіпажу нижчого рангу — під назвою «Ентерпрайз Бінго». Дізнавшись, що вони мають репутацію «вбивць веселощів», Уна і Ла'ан вирішують випробувати гру.
Розмовляючи про стосунки Чапель з іншим офіцером, Ортега згадує, що вона зазнала прикрого непорозуміння на Аргеліусі II, тій самій планеті, де Скотті звинуватили б у вбивстві у «[[Вовк у кошарі (Зоряний шлях)]|Вовку в кошарі]]». Зрозумівши, що Т'Прінг розчарована своїм рішенням віддати пріоритет обов'язкам над їхніми стосунками, Спок отримує пораду від Чапель, яка знову дає непомітні ознаки свого інтересу до нього. Після обговорення своїх стосунків із Чапель Спок проводить спеціальну церемонію об'єднання розуму з Т'Прінг, щоб вони могли краще зрозуміти один одного. Згадавши свого домашнього улюбленця сехлата І-Чая (згадувалося в «Подорожі до Вавилона» та «Минулому році»), Спок вирішує пройти вулканський ритуал, щоб поділитися з Т'Прінг, аби вони могли краще зрозуміти погляди один одного. Це випадково змушує їх змінити катри, фактично міняючись тілами.
Спок намагається виконати роботу Т'Прінг, переконуючи вулканців повернутися до логіки. А Т'Прінг допомагає Пайку досягти успіху в переговорах. Пара виконує процедуру лише для того, щоб виявити, що їхні свідомості випадково помінялися тілами, що є несподіваним жартівливим результатом для вулканської церемонії.
Пізніше М'Бенга і Чапель змінюють катри Спока й Т'Прінг на їхні належні тіла Спок і Т'Прінг (радше Т'Прінг і Спок) не маючи змоги повернути свої катри до їхніх оригінальних тіл, намагаються весело приховати свою помилку від Пайка, лише щоб відкрити правду, коли капітан пояснює, що Ронговіани будуть продовжувати переговори тільки зі Споком. Т'Прінг, яка все ще перебуває в пастці у тілі Спока, вирішує зустрітися з інопланетянами та прикинутися своєю нареченою. За іронією долі, вулканський втікач, якого переслідує колега Т'Прінг, відмовляється розмовляти з кимось окрім Т'Прінг.
Під час сеансу з Т'Прінг (Спок) ронговіани дивним чином демонструють поведінку, схожу на вулканців, що різко контрастує з тим, як вони діяли щодо теларитів або із капітаном Пайком. Коли розмови стають дещо особистими, Пайк втручається, щоб висловити своє захоплення жертвами Спока, чуйне благання, яке добре сприйняте ронгоніанцями. Розмова Спока (Т'Прінг) з бунтівним вулканцем проходить не так гладко, оскільки втікач ображає людство і в підсумку отримує удар кулаком від Т'Прінг.
Трохи пізніше доктор М'Бенга демонструє свою медичну майстерність, придумавши процедуру, яка повертає катри Спока і Т'Прінг у їхні власні тіла. Коли подружжя вулканців ділиться своїми справжніми почуттями одне до одного, в той час Пайк робить останнє звернення до ронговіан… Він стверджує, що ризик переважує винагороду і вони не повинні вступати в союз із Федерацією.
Після того, як гості від'їжджають, Пайк пояснює, що ронговіанці імітують своїх колег як дипломатичний прийом — і насправді цінують тих, хто бажає продемонструвати емпатію, необхідну для того, щоб побачити речі з їхньої точки зору.
Коли їхній сонячний вітрильний корабель залишає космічну станцію, на ньому майорить прапор Федерації, що вказує на досягнення угоди.
Ми створюємо правила. І тому ми їх порушимо.

## Сприйняття та відгуки
На сайті «Rotten Tomatoes» епізод отримав 100 % підтримки на основі відгуків 5 критиків.
В огляді «StarTrek.com» зазначалося: «„Спок Амок“ — це безтурботний і приємний епізод, наповнений химерними подіями, починаючи від перемикання Катри Спок/Т'Прінг та спроби Номер Один і Ла'Ан показати себе веселими. Аж до неймовірно точного капелюха доктора М'Бенги для риболовлі накиданням. Жартівливий тон епізоду врівноважується дипломатичними переговорами з ронгівцями та очевидною прихильністю Чапель до Спока. Але навіть ці сцени, як правило, викликають легку посмішку на обличчі. „Спок Амок“ ще раз доводить, що „Зоряний шлях“ завжди володів комедією так само, як і соціальними коментарями. Чи матиме Ронговський договір тривалі наслідки? Як Чапель впорається зі своїми почуттями до наукового офіцера корабля? Залишайтеся з нами, оскільки ми продовжуємо досліджувати дивні нові світи…»
В огляді «Den of Geek» серію оцінено у 4.5 зірок з 5 та зазначено: «„Спок Амок“ ближче всього із цього серіалу до визначення ширшої місії епохи Пайка „Зоряного шляху“. Це радикальна емпатія або ідея про те, що все, чого хоче кожен, незалежно від виду — це можливість бути почутим.»
«TV Tropes» здійснює детальний розбір аналогій, неспівпадінь та недоречностей епізоду.
В огляді «TrekMovie.com» зазначено: «„Спок Амок“ був розроблений як комедійний епізод, і, що важливо, він був насправді смішним. Обмін Спока/Т'Прінг забезпечив багато гумору. Але, на щастя, серія не акцентувала на цьому, спритно змусивши пару розкрити правду довіреним людям замість того, щоб розширювати „вигадки“ ціною довіри до персонажа. Ітан Пек був особливо вражаючим, граючи в кількох версіях Спока, він показував комедійні моменти із зростанням персонажа. Інші актори також показали, що вони можуть принести смішне, зокрема Пайк Енсона Маунта, який має справу із вулканськими хижаками. Ребекка Ромейн і Крістіна Чонг — у веселій пригоді Ла'ан й Уни; а Бабс Олусанмокун навіть потрапив у кілька хороших моментів. люс веселий капелюх. І, звісно, Мелісса Навія завжди сильна швидкими дотепами. У всякому разі, епізод міг піти далі з комедією, отримавши гостроти трохи раніше після багатьох сухих налаштувань майже половини епізоду. І було шкода, що вони справді не знайшли, чим зайнятися Ухураі, а Селія Роуз Гудінг просто приєдналася до Пайка в часі подорожі.»
На сайті «IMDb» станом на квітень 2024 року епізод отримав 8.0 з 10 зірок схвалення при 4900 голосах.

## Знімались
| Актор             | Роль                    |
| ----------------- | ----------------------- |
| Енсон Маунт       | Крістофер Пайк          |
| Ітан Пек          | Спок                    |
| Джесс Буш         | Кристина Чапель         |
| Крістіна Чонг     | Лаан Нуньєн Сінгх       |
| Селія Роуз Гудінг | Нійота Ухура            |
| Бабс Олусанмокун  | Доктор М'Бенга          |
| Мелісса Навія     | Еріка Ортегас           |
| Ребекка Ромейн    | Номер Один              |
| Едріан Голмс      | Роберт Ейпріл           |
| Гія Сангу         | Т'Прінг                 |
| Елден Адайр       | Баріан Т'Ор             |
| Дженніфер Хуей    | енсін Крістіна          |
| Алекс Кепп Горнер | комп'ютер "Ентерпрайза" |
| Рон Кеннелл       | Вассо                   |
| Андре Де Кім      | Кайл                    |
| Грем Паркгерст    | Девер                   |
| Тахіріх Ведані    | К'Тілл                  |
| Карлайл Вільямс   | Бракс                   |